# Aloe striatula
Aloe striatula ist eine Pflanzenart der Gattung der Aloen in der Unterfamilie der Affodillgewächse (Asphodeloideae). Das Artepitheton striatula stammt aus dem Lateinischen, bedeutet ‚gestreift‘ und verweist auf dünnen parallelen Linien auf den Blattscheiden.

## Beschreibung

### Vegetative Merkmale
Aloe striatula wächst stammbildend und verzweigend. Der Stamm erreicht eine Länge von bis zu 175 Zentimeter und einen Durchmesser von 2,5 Zentimeter. Die linealisch-lanzettlich, spitz zulaufenden Laubblätter sind entlang der obersten 40 bis 60 Zentimeter zerstreut angeordnet. Die halbglänzend grüne Blattspreite ist bis zu 25 Zentimeter lang und 2,5 Zentimeter breit. Der weiße, knorpelige Blattrand ist sehr schmal. Die festen, weißen Zähne am Blattrand sind etwa 1 Millimeter lang und stehen 3 bis 8 Millimeter voneinander entfernt. Die auffallend grün gestreiften Blattscheiden weisen eine Länge von 15 bis 20 Millimeter auf.

### Blütenstände und Blüten
Der einfache Blütenstand erreicht eine Länge von bis zu 40 Zentimeter. Die dichten, zylindrisch-konischen Trauben sind 10 bis 15 Zentimeter lang. Die deltoid-pfriemlichen Brakteen sind etwa halb so lang wie die Blütenstiele. Die rötlich orangefarbenen bis orangefarbenen Blüten stehen an 3 bis 5 Millimeter langen Blütenstielen. Die Blüten sind 40 bis 45 Millimeter lang und an ihrer Basis gestutzt. Oberhalb des Fruchtknotens sind die Blüten sehr leicht verengt. Ihre äußeren Perigonblätter sind fast nicht miteinander verwachsen. Die Staubblätter und der Griffel ragen 5 bis 7 Millimeter aus der Blüte heraus.

### Genetik
Die Chromosomenzahl beträgt {\displaystyle 2n=14}.

## Systematik und Verbreitung
Aloe striatula ist in Lesotho und Südafrika verbreitet.
Die Erstbeschreibung durch Adrian Hardy Haworth wurde 1825 veröffentlicht.
Ein nomenklatorisches Synonym ist Aloiampelos striatula (Haw.) Klopper & Gideon F.Sm. (2013).
Es werden folgende Varietäten unterschieden:
- Aloe striatula var. striatula
- Aloe striatula var. caesia Reynolds

Aloe striatula var. striatula

Die Varietät ist im Süden von Lesotho sowie in der südafrikanischen Provinz Ostkap zwischen Felsen auf Berggipfeln verbreitet. Folgende Taxa wurden als Synonym in die Varietät einbezogen: Aloe macowanii Baker (1880), Aloe aurantiaca Baker (1892) und Aloe cascadensis Kuntze (1898).
Aloe striatula var. caesia

Die Unterschiede zu Aloe striatula var. striatula sind: Der Stamm ist bis zu 2 Meter lang und erreicht einen Durchmesser vom 1,2 bis 2 Zentimeter. Die milchig grünen Laubblätter sind 10 bis 15 Zentimeter lang und 1,5 bis 2,5 Zentimeter breit. Die Blattscheiden sind undeutlich grün gestreift und weisen eine Länge von 5 bis 15 Millimeter auf. Die gelben, grünlich gespitzten Blüten sind 30 bis 33 Millimeter lang, oberhalb des Fruchtknotens leicht verengt und schließlich zur Mündung erweitert.
Die Erstbeschreibung der Varietät durch Gilbert Westacott Reynolds wurde 1936 veröffentlicht. Aloe striatula var. caesia ist in Südafrika in der Provinz Ostkap bei Hofmeyr auf felsigen Hängen verbreitet.
Ein nomenklatorisches Synonym ist Aloiampelos striatula var. caesia (Reynolds) Klopper & Gideon F.Sm. (2013). Folgende Taxa wurden als Synonym in die Varietät einbezogen: Aloe striatula f. typica Resende (ohne Jahr, nom. inval. ICBN-Artikel 24.3), Aloe striatula f. conimbricensis Resende (1943) und Aloe striatula f. haworthii Resende (1943).

## Nachweise